# Effrinagh
Effrinagh (en gaèlic irlandès: Ifreannach) és una població del Comtat de Leitrim. Effrinagh es troba a unes cinc milles de Carrick on Shannon. Hi ha diversos llacs i està travessat pels bóithrín (que significa carretereta). El líder comunista deportat l'any 1933, James Gralton, havia nascut a Effrinagh, i hi va construir la sala de dansa Pearse-Connolly Hall on també exposava les seves idees polítiques.